# ماسا تاکومی
ماسا تاکومی (انگلیسی: Masa Takumi; ۱۴ نوامبر ۱۹۷۸ – ) آهنگساز، و تهیه‌کننده موسیقی اهل ژاپن بود. وی از سال ۲۰۰۰ میلادی تاکنون مشغول فعالیت بوده‌است.
وی همچنین برندهٔ جوایزی همچون جایزه گرمی برای بهترین آلبوم موسیقی ملل شده‌است.